# Black Aces Harare
El Black Aces FC fue un equipo de fútbol de Zimbabue que jugó en la Liga Premier de Zimbabue, la liga de fútbol en importancia en el país.

## Historia
Fue fundado en el año 1972 en la capital Harare con el nombre Chibuku FC, nombre que cambiaron en 1985 por el de Blue Line FC hasta que en 1989 cambiaron su nombre por el actual. Fueron campeones de la Liga Premier de Zimbabue en dos ocasiones, liga en la que estuvieron hasta la temporada 1999/2000 luego de que la que la Asociación de Fútbol de Zimbabue decidiera descender 6 equipos de la máxima categoría, razón por la cual estos clubes se quejaron de que no les notificaron que descenderían 6 equipos esa temporada, por lo que era una violación al reglamento de competición. La queja fue desestimada y el club terminó desapareciendo en el año 2001 por problemas económicos.
A nivel internacional participó en un torneo continental, en la Copa Africana de Clubes Campeones 1993, donde abandonaron el torneo en la primera ronda cuando iban a enfrentarse al AS Sotema de Madagascar.

## Palmarés
- Liga Premier de Zimbabue: 2

1975, 1992
- Primera División de Zimbabue: 1

1991
- Copa de Rodesia: 2

1971, 1974
- BP League Cup: 1

1999

## Participación en competiciones de la CAF
- Copa Africana de Clubes Campeones: 1 aparición

1993 - abandonó en la 1ª Ronda

## Jugadores destacados
| - Boniface Makuruza - Tinashe Nengomasha - Nqobizita Ncube - David Muchineripi - Archiford Chimutanda | - Maronga Nyangela - Edward Katsvere - Sunday Masauso - Moses Chunga - Oliver Kateya | - Gift Mupariwa - David Mandigora - Misheck Chidzambwa - Kenneth Jere |